# Saint-Cricq-Chalosse
Saint-Cricq-Chalosse ist eine französische Gemeinde mit 633 Einwohnern (Stand: 1. Januar 2022) im Département Landes in der Region Nouvelle-Aquitaine. Sie gehört zum Kanton Chalosse Tursan und zum Arrondissement Mont-de-Marsan. 
Sie grenzt im Nordwesten an Maylis, im Norden an Doazit, im Nordosten an Serreslous-et-Arribans, im Osten an Hagetmau, im Südosten an Momuy, im Süden an Cazalis, im Südwesten an Brassempouy und im Westen an Bergouey.

## Bevölkerungsentwicklung=
| Jahr      | 1962 | 1968 | 1975 | 1982 | 1990 | 1999 | 2008 | 2017 |
| --------- | ---- | ---- | ---- | ---- | ---- | ---- | ---- | ---- |
| Einwohner | 609  | 576  | 574  | 568  | 585  | 561  | 620  | 641  |

## Sehenswürdigkeiten

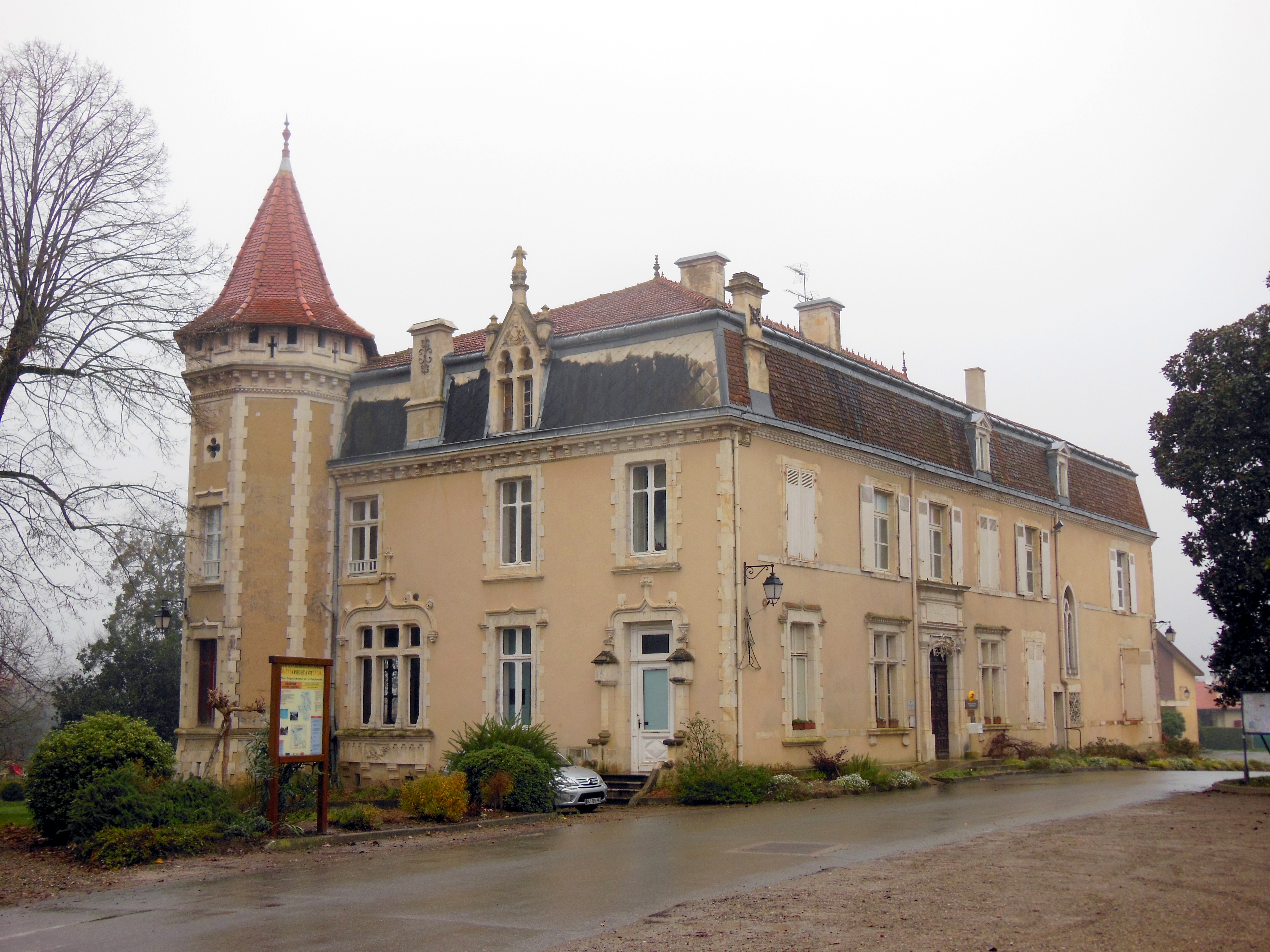
Schloss Poudenx
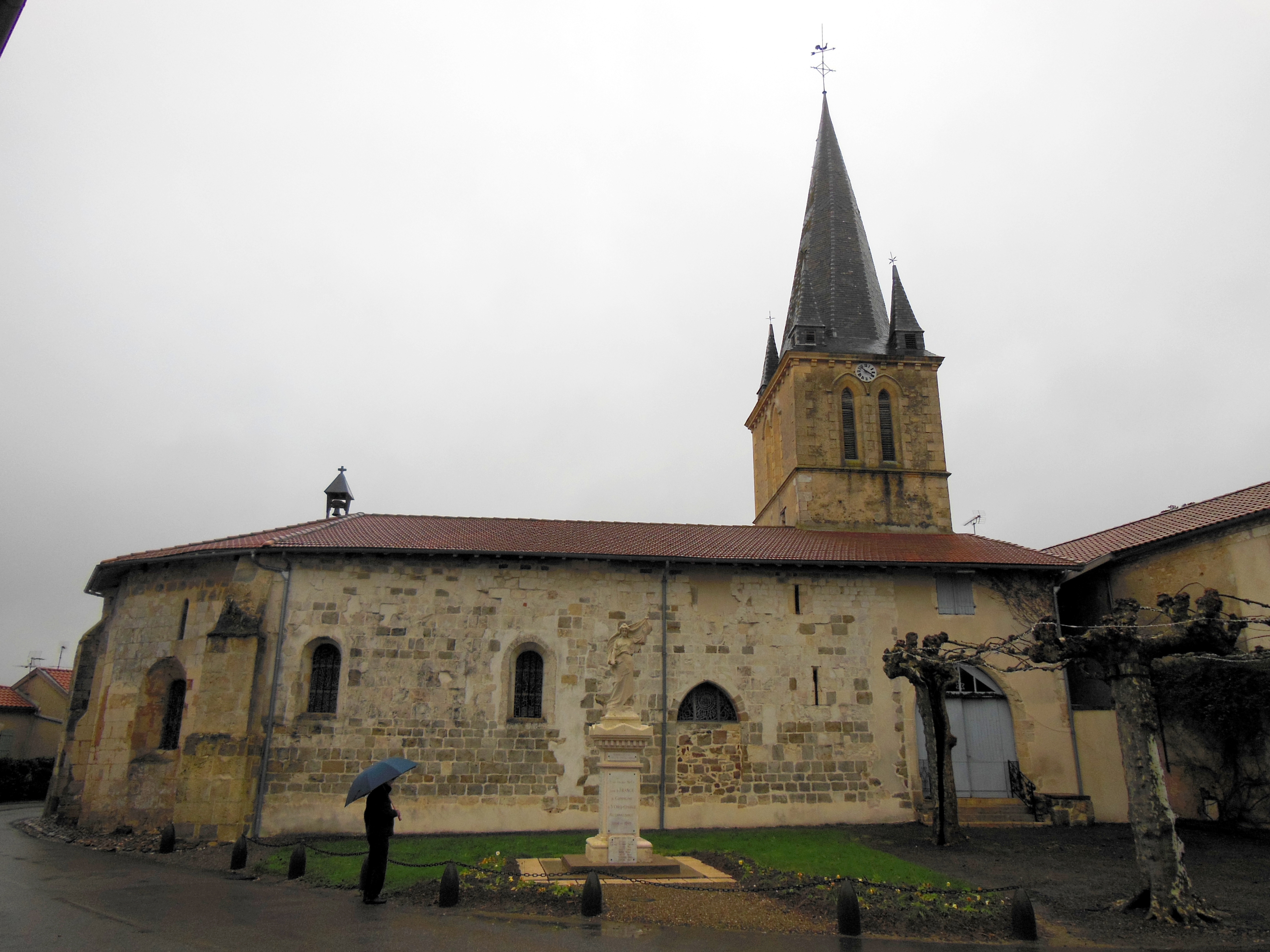
Kirche Saint-Cyr
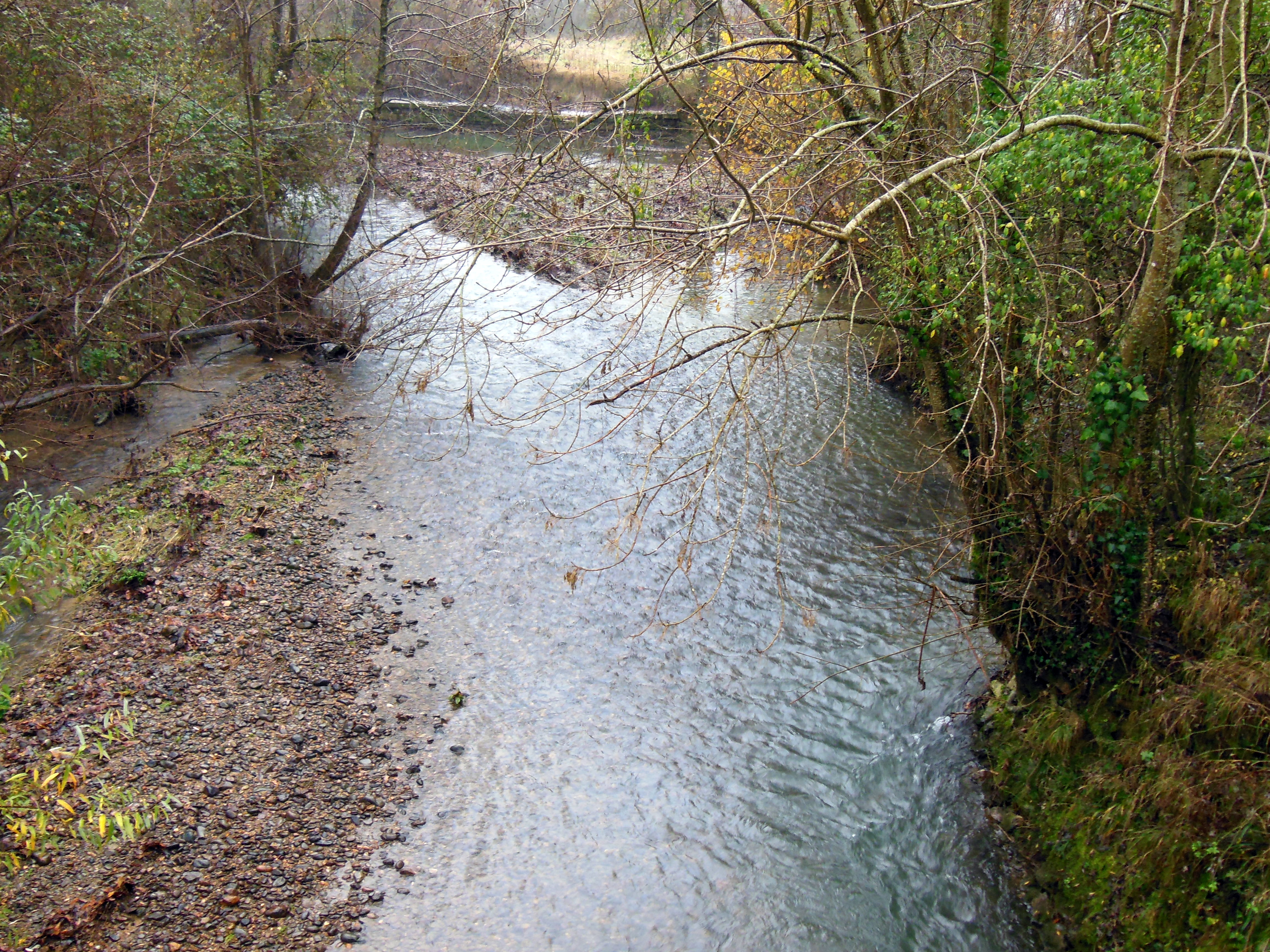
Der Louts passiert Saint-Cricq-Chalosse

- Schloss Poudenx
- Kirche Saint-Cyr
- Der Louts passiert Saint-Cricq-Chalosse